# Yorbe Vertessen
Yorbe Vertessen (ur. 8 stycznia 2001 w Tienen) – belgijski piłkarz  grający na pozycji napastnika w Red Bull Salzburg.

## Sukcesy

### PSV Eindhoven
- Puchar Holandii: 2021/2022
- Superpuchar Holandii: 2022
- Superpuchar Holandii: 2024[4]